# Алі Самі Єн (стадіон)
«Алі Самі Єн» (тур. Ali Sami Yen Stadı) — колишній футбольний стадіон у Стамбулі, на якому проводив домашні матчі місцевий «Галатасарай». Був розташований в районі Шишлі. Вміщав 22 800 глядачів. В січні 2011 року «Галатасарай» перебрався на нову Тюрк Телеком Арену, а стадіон «Алі Самі Єн» був зруйнований, а його територія віддана під будівництво торгового центру

## Загальна інформація
Був відкритий в 1945 році. Аж до 1964 року використовувався як тренувальне поле «Галатасарая». 20 грудня 1964 року після реконструкції (місткість була збільшена до 35 000) був відкритий знову і названий на честь засновника клубу Алі Самі Єна (перший матч Туреччина — Болгарія). «Галатасарай» вперше зіграв офіційний матч на оновленому стадіоні у вересні 1965 року.
У 1972—1980 роках стадіон був закритий у зв'язку з поганим станом газону. У 1984—1986 роках знову не використовувався через будівництво поблизу однієї з трибун автомобільної розв'язки. З 1996 року всі місця — сидячі.
Закритий 11 січня 2011 року. В останньому матчі на стадіоні «Галатасарай» переміг у Кубку Туреччини клуб другого дивізіону «Шекерспор» з рахунком 3:1. На місці стадіону була заплановане будівництво торговельного центру. З січня 2011 року «Галатасарай» став виступати на новій «Тюрк Телеком Арені», місткістю понад 52 000 глядачів.

## Галерея

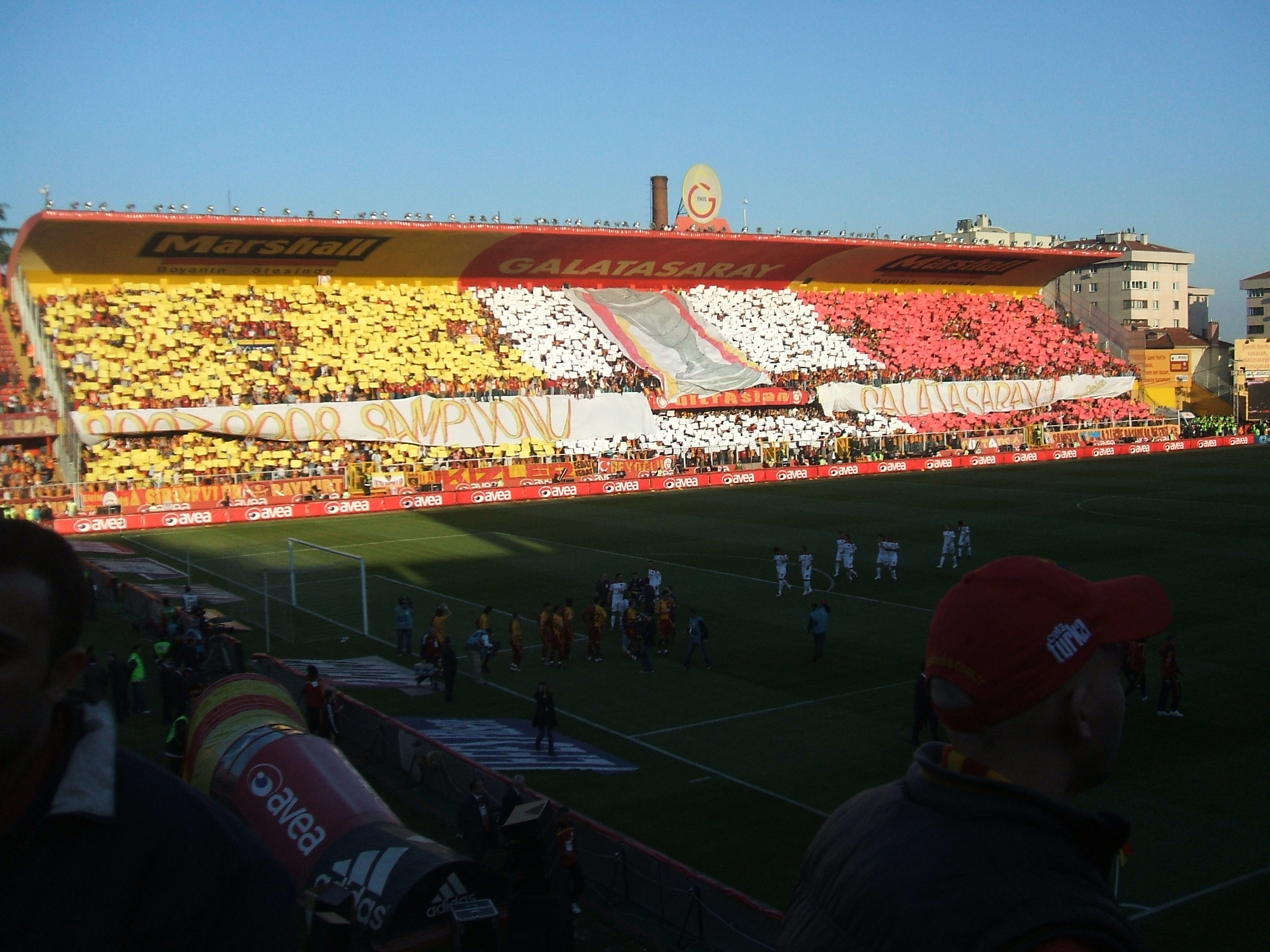
Стадіон на матчі у 2008 році
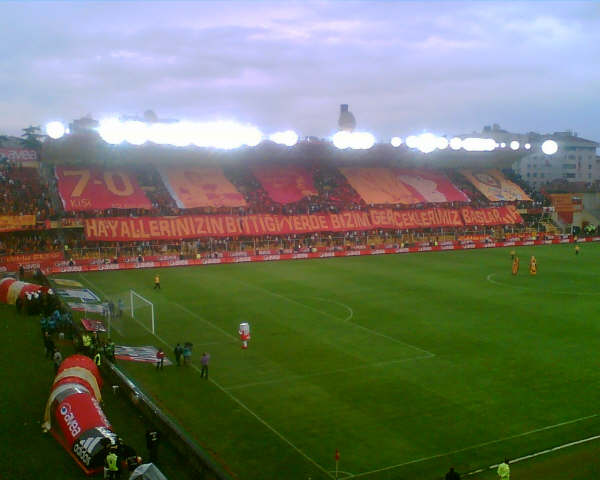
На дербі з «Фенербахче». 2007 рік
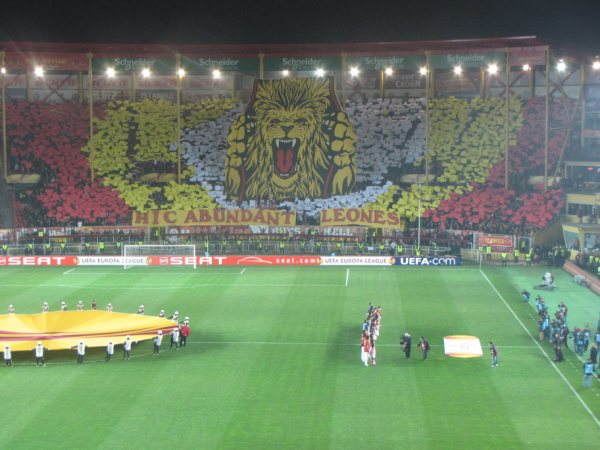
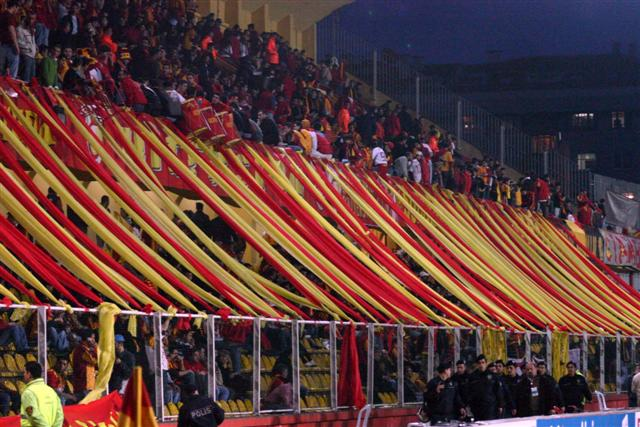
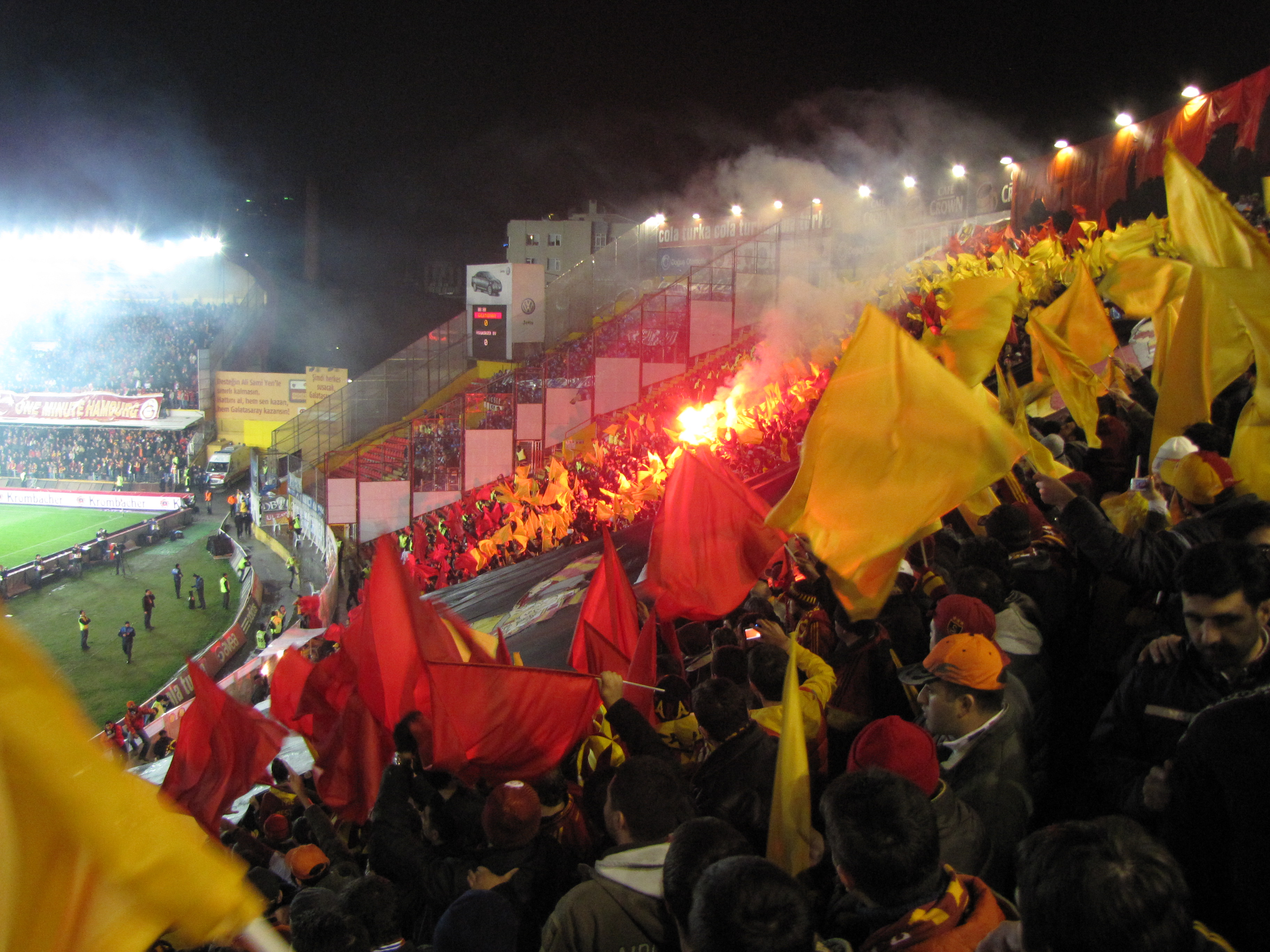
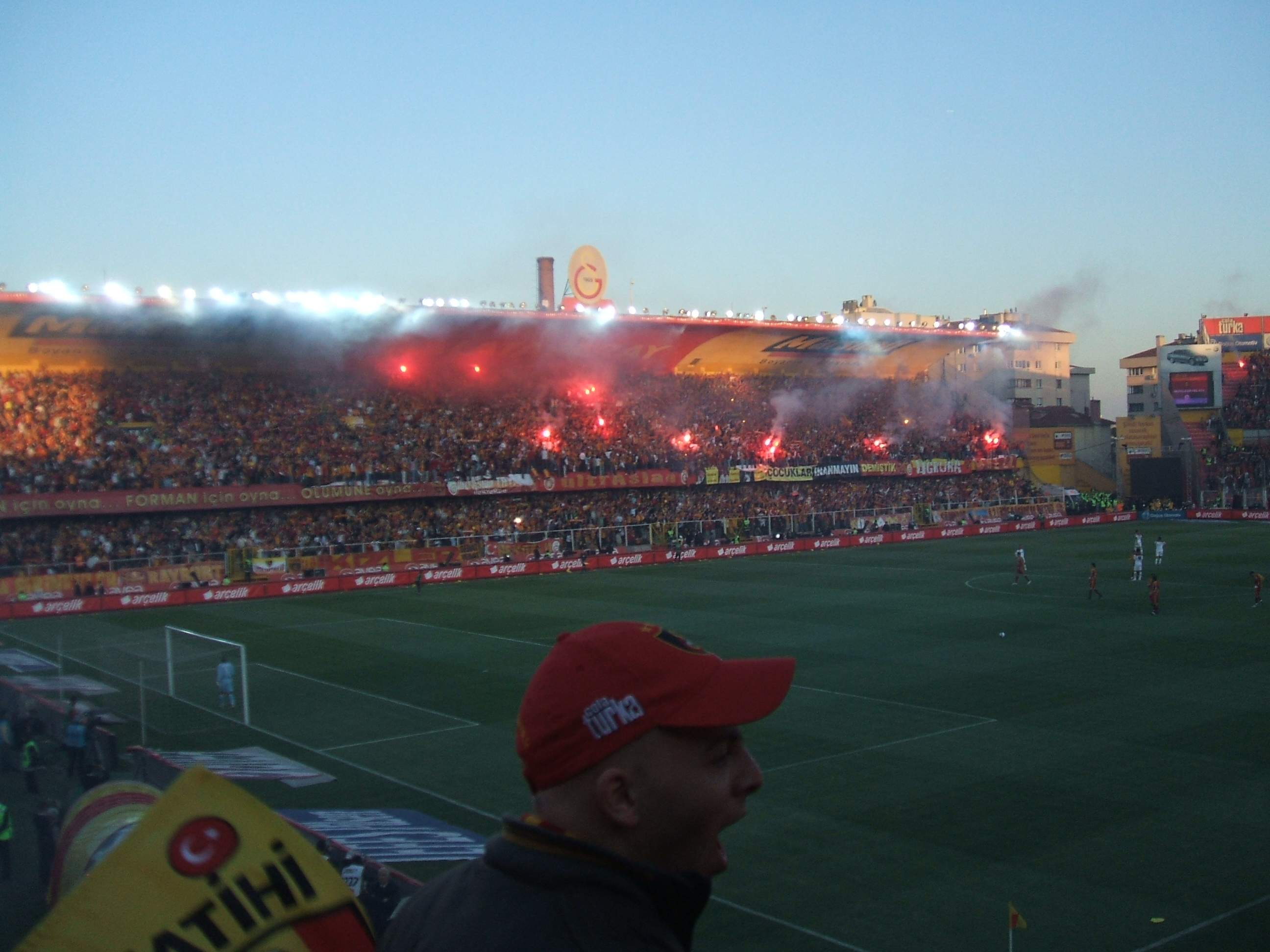
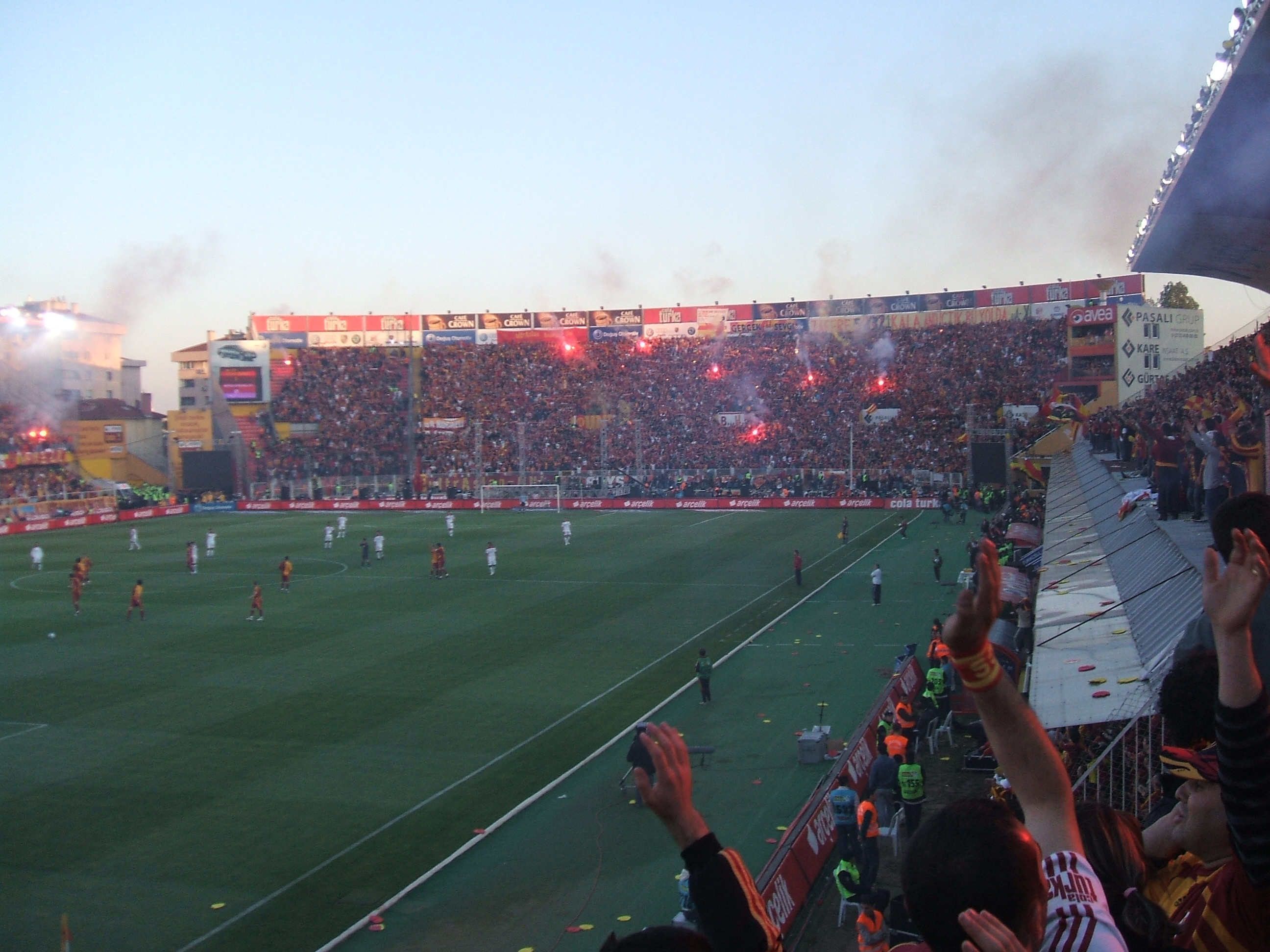
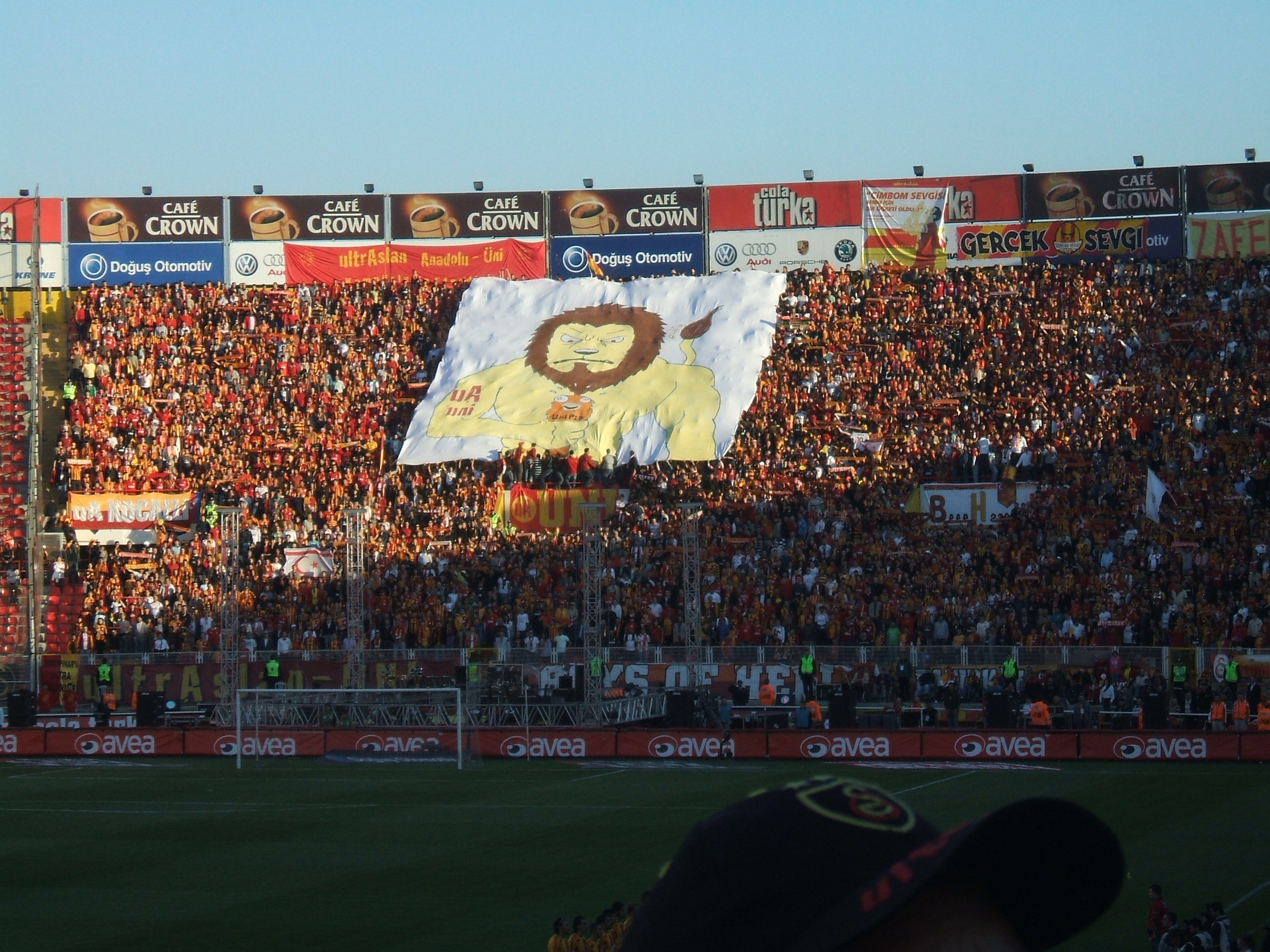

## Цікаві факти
- Стадіон «Алі Самі Єн» був знаменитий тим, що при вході на нього був знаменний напис «Ласкаво просимо в пекло».